# Francesca Troiano
Francesca Troiano, née le 15 août 1985 à San Giovanni Rotondo (Italie), est une femme politique italienne.

## Biographie
Francesca Troiano naît le 15 août 1985 à San Giovanni Rotondo. Elle est diplômée en psychologie et a des masters en psychothérapie et thérapie familiale.
Elle est élue députée Mouvement 5 étoiles au scrutin proportionnel lors des élections générales de 2018.